# Накш-и-Джахан
Накш-и-Джахан (чагат. نقش جهان‎; XIV век, Моголистан, — 1418, Моголистан) — хан Моголистана с 1416 по 1418 годы.

## Биография
Происходил из династии Туглуктимуридов. Сын Шамс-и-Джаган-хана, хана Моголистана. О дате рождения мало сведений. После смерти Мухаммад-хана с помощью эмиров тимуридского правителя Улугбека становится новым ханом Моголистана. Признал превосходство Улугбека, однако это признание было чисто формальным. Уже в 1415 году хан отправил посольства к минскому императору Чжу Ди по установлению союза, а также признал его превосходство. Император в 1416 году отправил собственное посольство к Накш-и-Джахану, подчеркивая его весомый статус.
Новый правитель отказался от крутой политики исламизации, введенной предшественником, позволив действовать буддистским проповедникам. В 1417 году вёл переговоры относительно совместных действий против Северной Юань, Ойратского ханства и Тимуридской империи. Впрочем, в 1418 году в результате сговора Накш-и-Джахана был свергнут внуком Мухаммад-хана — Увайс-ханом, ставшим владыкой Моголистана.